# 創立記念日
創立記念日（そうりつきねんび）は、「組織や建物を創立した月日」を祝う特別な日のことである。
学校や企業が開設された日・団体等が結成された日、前身の組織が合併して新組織が発足した日などをもって創立記念日とする例もある。また、創立記念式典を実施した日、新校舎・新事務所等が竣工した日、ある場所に移転した日、組織開設が決定した日など、組織発足日以外を創立記念日とする例も少なくない。創立記念日の制定・由来については、各組織の判断によるものとなっている。
創立記念日を「めでたい日である」として休日に定める所も多い。多くの学校では創立記念日は休日となるが、一部の企業・団体についても休業日となる場合がある。また、創立記念日やその前後に記念行事を実施する場合もある。